# Kuřátka květáková
Kuřátka květáková /jarmuzová/ (Ramaria botrytis) je jedlá, avšak nechutná, houba patřící do čeledi stročkovcovité. Vyskytuje se v listnatých, řidčeji jehličnatých lesích. Starší publikace uvádějí houbu jako hojnou (1976), v novějších zdrojích se však píše o vzácném výskytu (2012).

## Vzhled

### Makroskopický
Plodnice masité, kulovité, 80-150 mm vysoké, 80-200 mm široké, keříčkovitě rozvětvené. 

Třeň bledě pleťově okrový, později hnědavě skvrnatějící. Krátký a silný, rozvětvující se větší počet silnějších větví, které se dále nepravidelně větví v menší větvičky. Konečky větévek jsou tupé, v mládí vínově až masově červeně zabarvené, které s postupem času blednou.
V období zralosti houby jsou konce větévek okrově žluté od výtrusného prachu.

Dužnina křehká, bílá až nažloutlá. V koncích větévek narůžovělá. Vůně houby je příjemná, chuť mírná, ve staří však lehce nakyslá až nahořklá. 

### Mikroskopický
Výtrusy 11–17 × 4–6 µm. Válcovitého tvaru, světle žluté barvy.

## Výskyt
Roste v převážně v listnatých lesích, kde tvoří mykorhizu s kořeny dubu, buku a habru. Občasně se vyskytuje v jehličnatých lesích. Upřednostňuje vápenaté půdy. Fruktifikuje v létě a na podzim (srpen až listopad). Stává se čím dál vzácnější.

## Rozšíření
Kuřátka květáková se vykytují v mírném pásu severní polokoule.

## Synonyma
- Clavaria botrytis Pers., Comm. fung. clav. (Lipsiae): 42 (1797)
- Clavaria botrytis var. alba A. Pearson, Trans. Br. mycol. Soc. 29(4): 209 (1946)
- Clavaria botrytis var. albida Gillet, Hyménomycètes (Alençon): 764 (1878)
- Clavaria botrytis Pers., Comm. fung. clav. (Lipsiae): 42 (1797) var. botrytis
- Clavaria botrytis var. communis Alb. & Schwein., Consp. fung. (Leipzig): 286 (1805)
- Clavaria botrytis var. crassicaulis Gillet, Hyménomycètes (Alençon): 764 (1878)
- Clavaria botrytis var. incarnata Gillet, Hyménomycètes (Alençon): 764 (1878)
- Clavaria botrytis var. latispora Leathers, Mycologia 48(2): 280 (1956)
- Clavaria botrytis var. lutea Gillet, Hyménomycètes (Alençon): 764 (1878)
- Clavaria botrytis var. plebeja (Wulfen) Pers., Syn. meth. fung. (Göttingen) 2: 587 (1801)
- Clavaria plebeja Wulfen, in Jacquin, Miscell. austriac. 2: 101 (1781)
- Corallium botrytis (Pers.) G. Hahn, Pilzsammler: 72 (1883)
- Ramaria botrytis (Pers.) Ricken, Vadem. Pilzfr.: 253 (1918) f. botrytis
- Ramaria botrytis f. musicolor Schild [as 'musaecolor'], Schweiz. Z. Pilzk. 123: 40 (1982)
- Ramaria botrytis var. aurantiiramosa Marr & D.E. Stuntz, Biblthca Mycol. 38: 41 (1974) [1973]
- Ramaria botrytis (Pers.) Ricken, Vadem. Pilzfr.: 253 (1918) var. botrytis
- Ramaria botrytis var. compactospora Schild & G. Ricci, Riv. Micol. 41(2): 128 (1998) [5]

## Záměna
S největší podobností se setkáme v porovnání s druhem Kuřátka načervenalá (Ramaria rubripermanens (Marr & D.E.) Stuntz 1974), která se však vyskytují spíše v jehličnatých lesích.

Další možnost záměny představují druhy:
- Kuřátka lososová (Ramaria subbotrytis)
- Kuřátka bledá (Ramaria pallida)
- Kuřátka sličná (Ramaria formosa) – lehce jedovatá
- Kuřátka zlatá (Ramaria aurea)

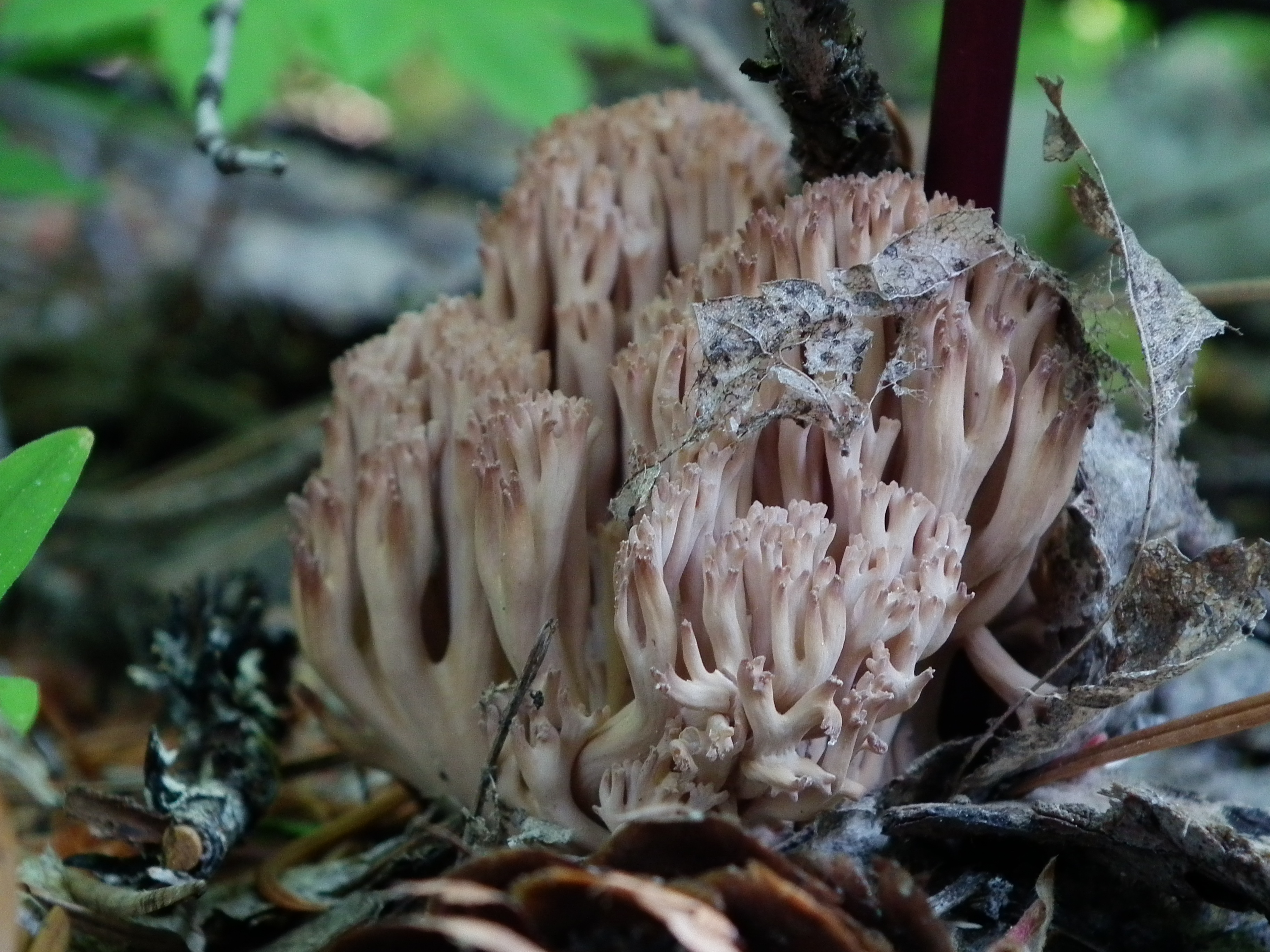
Kuřátka načervenalá
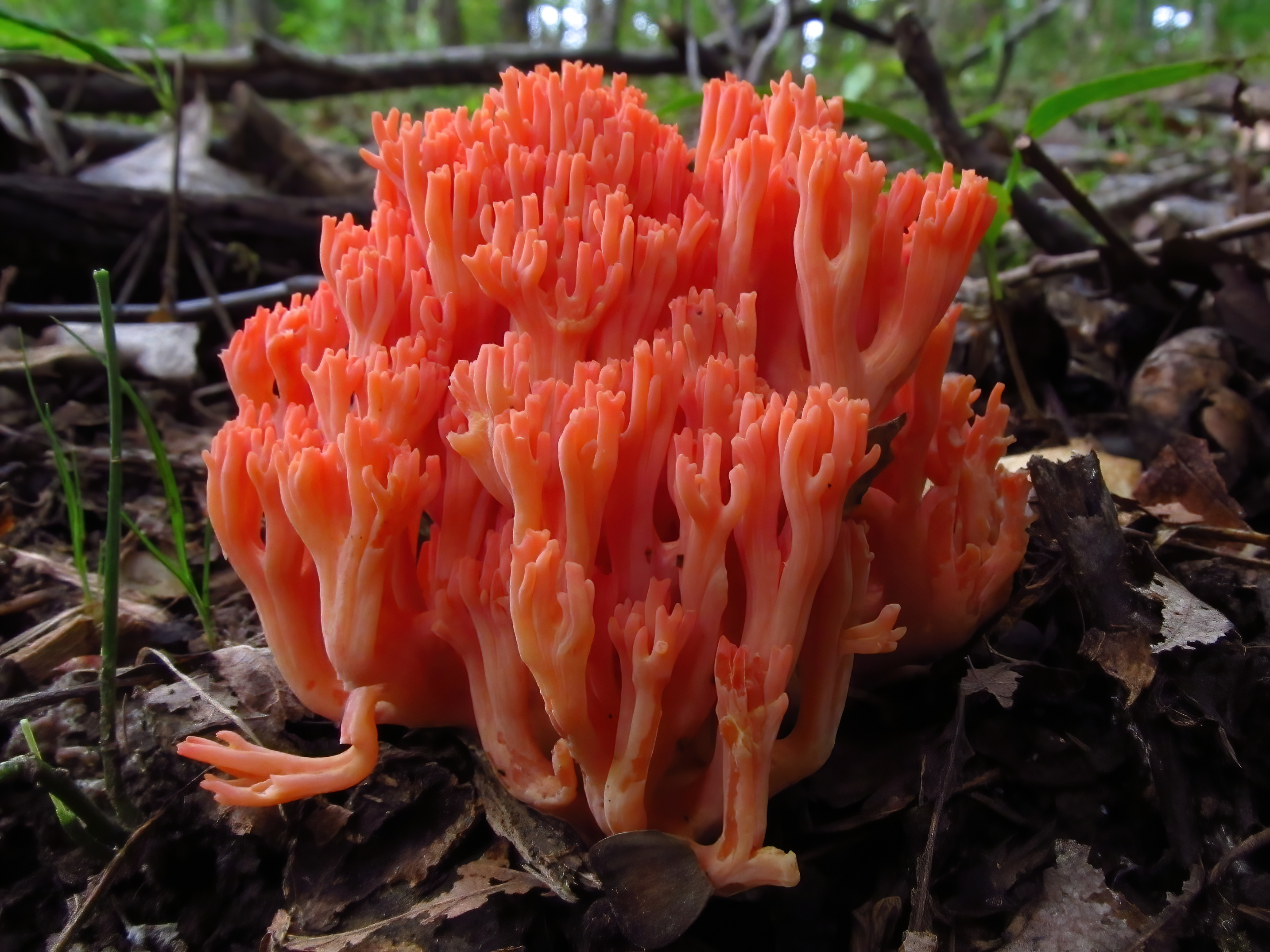
Kuřátka lososová
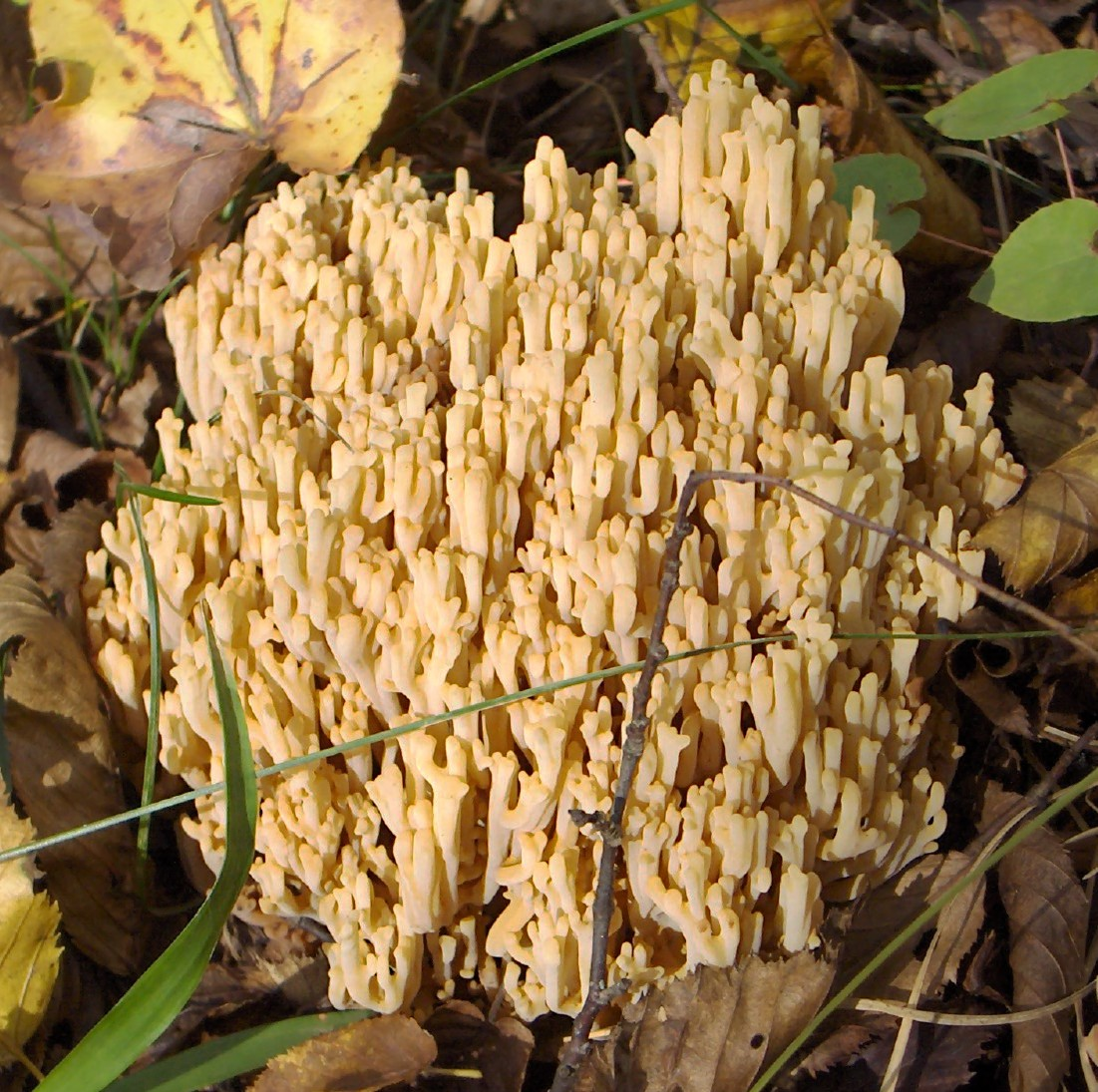
Kuřátka bledá
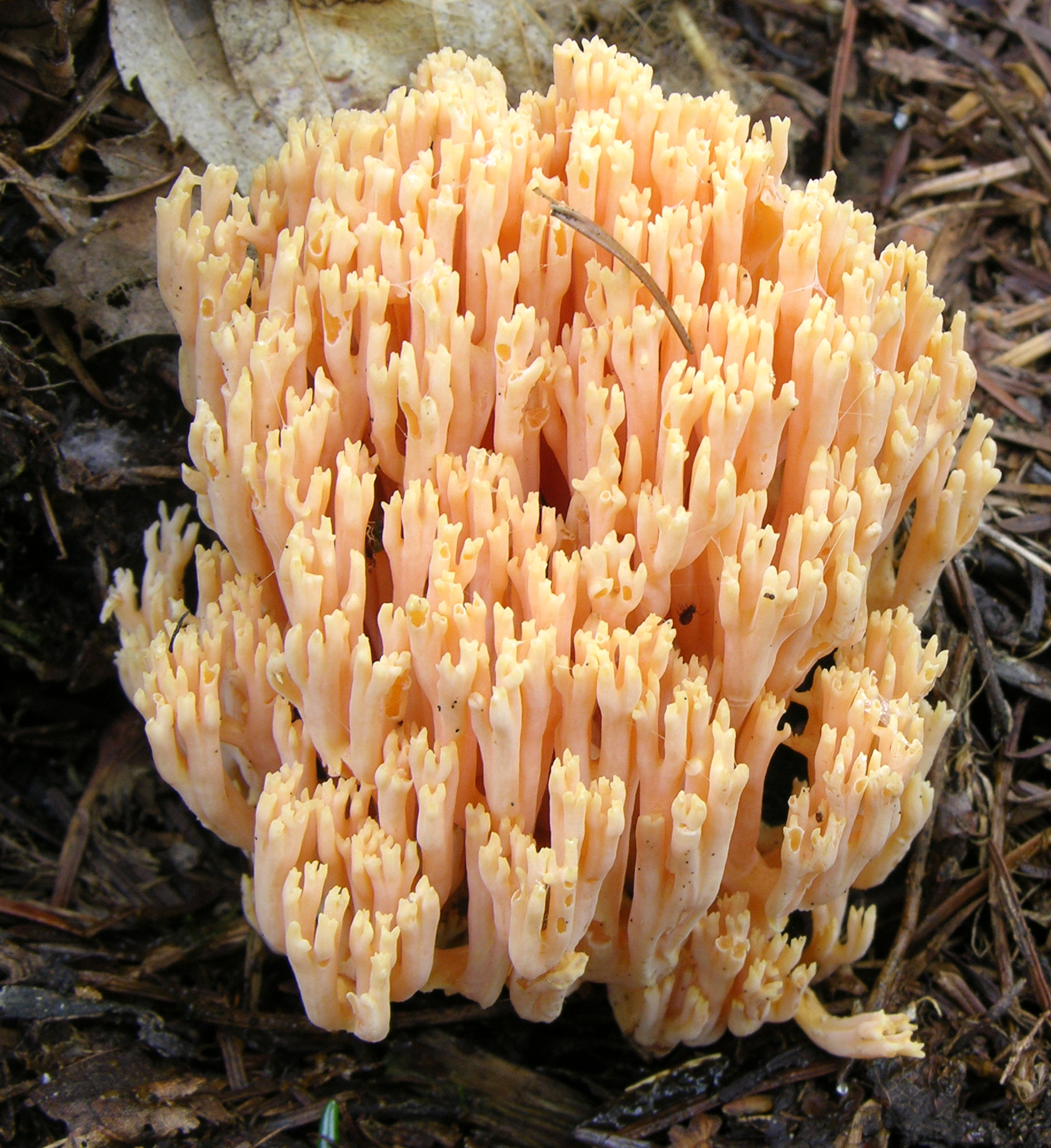
Kuřátka sličná
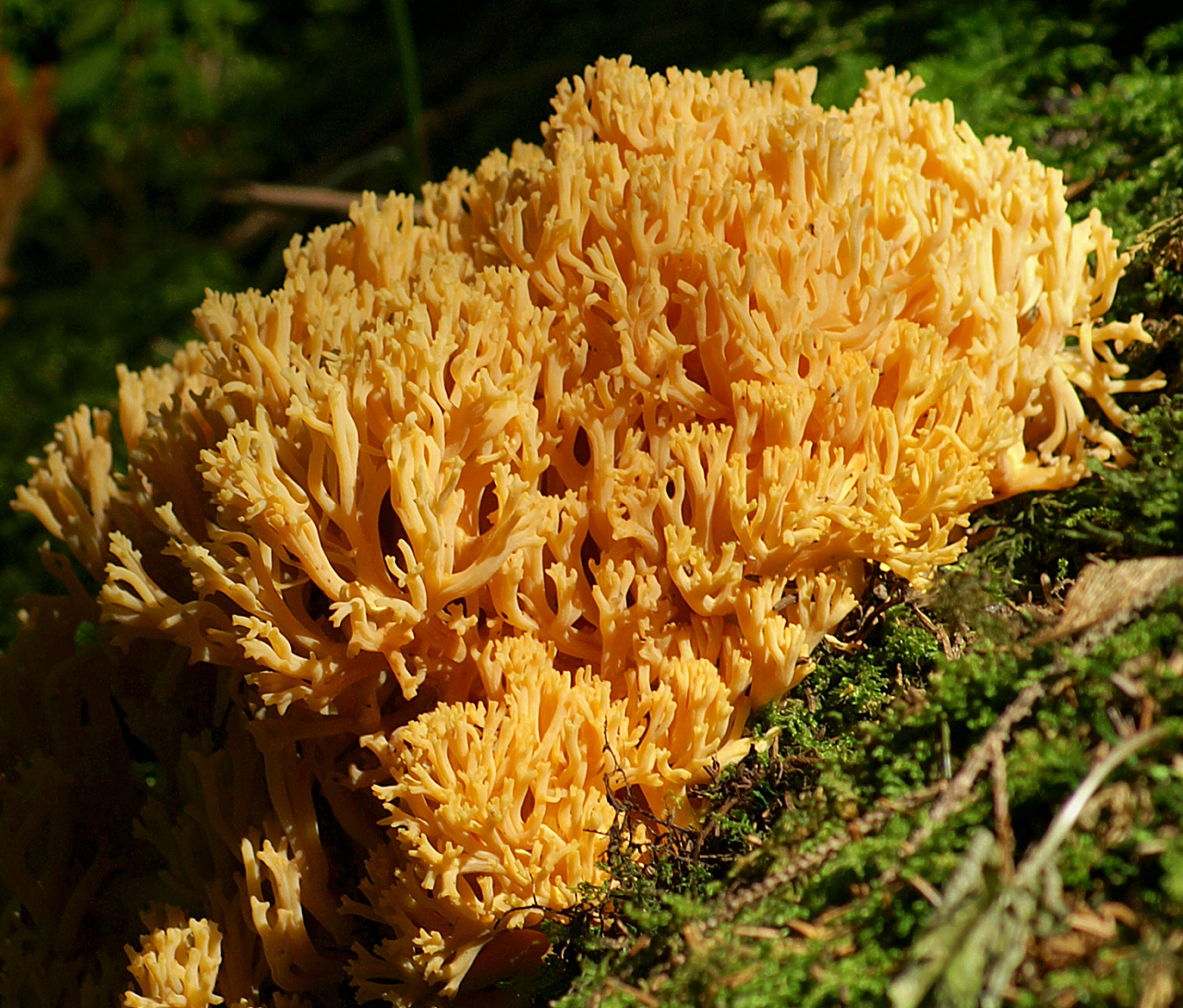
Kuřátka zlatá